# Карачасор
Карачасор (каз. Қарашасор) — пересыхающее озеро в Карабалыкском районе Костанайской области Казахстана. Находится в 7 км к западу от села Первомайское.
По данным топографической съёмки 1958 года, площадь поверхности озера составляет 4,68 км². Наибольшая длина озера — 2,9 км, наибольшая ширина — 2,4 км. Длина береговой линии составляет 9,7 км, развитие береговой линии — 1,25. Озеро расположено на высоте 206,6 м над уровнем моря.